# Conops frontosus
Conops frontosus är en tvåvinge som beskrevs 1916 av Otto Kröber. Arten ingår i släktet Conops och familjen stekelflugor. Artens typlokal är Sikkim i Indien och inga underarter finns listade i Catalogue of Life.